# Kujangsari (Cibeber)
Kujangsari is een bestuurslaag in het regentschap Lebak van de provincie Banten, Indonesië. Kujangsari telt 1990 inwoners (volkstelling 2010).